# Exobasidium darwinii
Exobasidium darwinii ist eine Pilzart der Familie der Nacktbasidienverwandten (Exobasidiaceae) aus der Ordnung Ustilaginomycotina. Sie lebt als Endoparasit auf Vaccinium reticulatum. Symptome des Befalls durch den Pilz sind die Rotfärbung der Blätter, gestörter Wuchs und Schwellung der Stängel befallener Pflanzen. Die Pilzart ist auf Hawaii endemisch.

## Merkmale

### Makroskopische Merkmale
Exobasidium darwinii ist mit bloßem Auge zunächst nicht zu erkennen. Symptome des Befalls sind gestörter Wuchs junger Triebe, die oftmals auch anschwellen und eine hellrote Färbung der Blätter.

### Mikroskopische Merkmale
Das Myzel von Exobasidium darwinii wächst interzellulär und bildet Saugfäden, die in das Speichergewebe des Wirtes wachsen. Die drei- bis viersporigen, 20–30 × 3,9–5,6 µm großen Basidien sind lang, unseptiert und zylindrisch. Sie wachsen direkt aus der Wirtsepidermis. Die zylindrischen bis bananenförmigen Sporen sind hyalin, 11,5–18,5 × 2,5–3,9 µm groß. Zunächst sind sie unseptiert, reif besitzen sie bis zu drei Septen. Die Konidien sind hyalin, bazillenförmig und 5–10 × 1,5–2,5 μm groß.

## Verbreitung
Das Verbreitungsgebiet von Exobasidum darwinii umfasst lediglich die Typlokalität auf der hawaiischen Insel Maui.

## Ökologie
Die Wirtspflanze von Exobasidium darwinii ist Vaccinium reticulatum. Der Pilz ernährt sich von den im Speichergewebe der Pflanzen vorhandenen Nährstoffen, seine Basidien brechen später durch die Blattoberfläche und setzen Sporen frei. Diese keimen, nachdem sie auf geeignetes Substrat gefallen sind in Keimschläuche, aus denen sich dann neues Myzel entwickelt. Die Art wurde in Gebirgslagen (2000 m Höhe) am Haleakala gefunden.